# Joan Baptista Roca i Caball

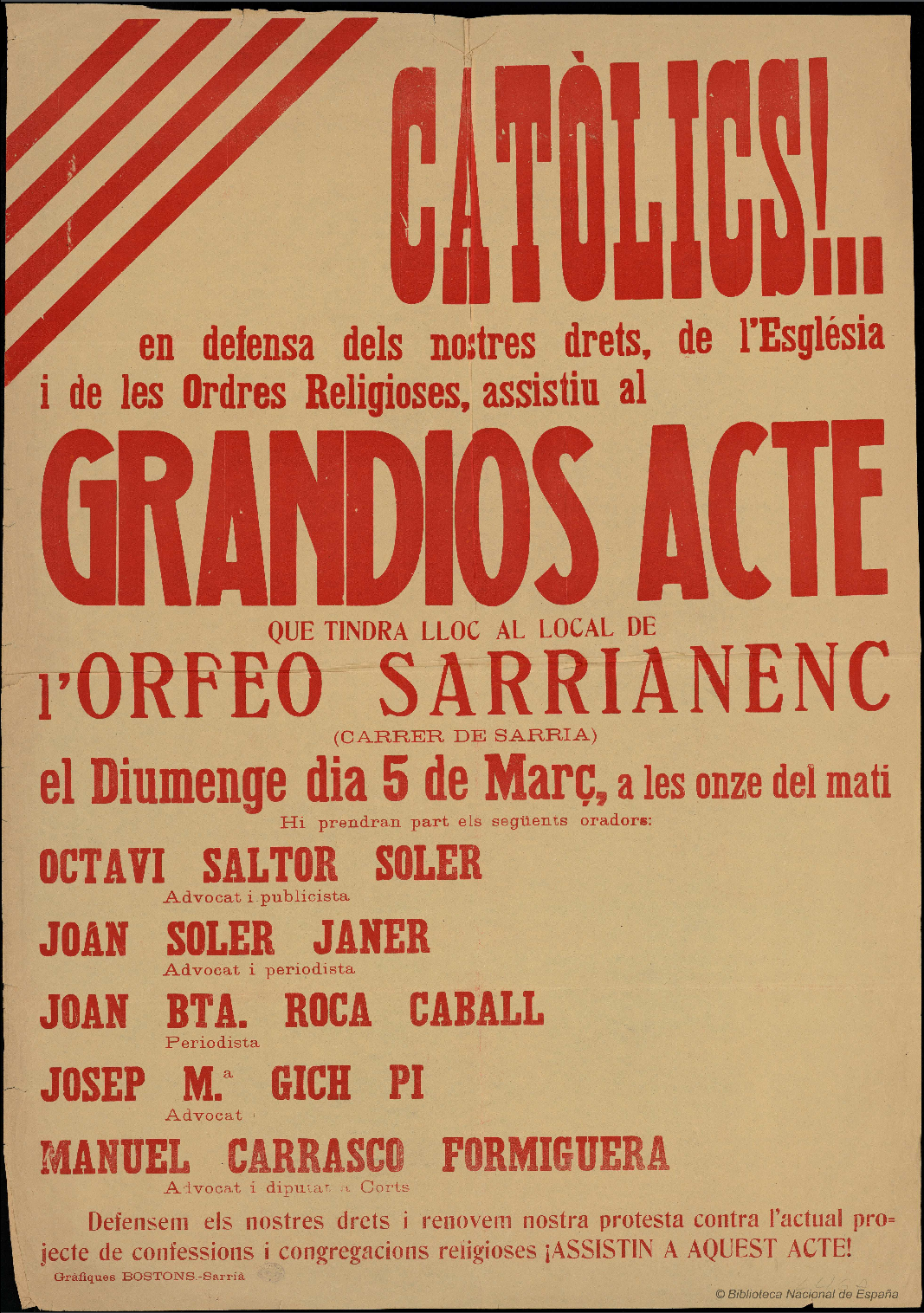
Joan B. Roca anunciat com a orador en un acte en defensa de l'Església (1933)

Joan Baptista Roca i Caball (Barcelona 1898 - 23 d'agost de 1976) fou un advocat i polític català. De jove va militar en el jaumisme, fou vicepresident de la Joventut Tradicionalista i treballà com a secretari de redacció d'El Correo Catalán. També col·laborà en els periòdics jaumins El Correo Español, Hoja de Juventudes, Seny, Monarquía, La Trinchera, Revista Social i en la revista de jurisprudència Juris.

## Família
Joan Baptista Roca estava casat amb Montserrat Junyent Quintana, filla de Miquel Junyent, el seu sogre, cap de la Comunió Tradicionalista a Catalunya.
És pare de Miquel Roca i de Montserrat Roca i avi de Joan Roca. És consogre de Josep Lluís Sagarra.

## Biografia
El novembre de 1917 Roca va participar en el Congrés de Joves tradicionalistes catalans al Círcol Tradicionalista de Barcelona amb Vicenç Carbó, Francesc Aizcorbe, Àngel Marquès, Pere Roma, Bernardí Ramonell i Josep Brú. Aquest congrés, organitzat amb el propòsit de reorganitzar el tradicionalisme català i revisar-ne el seu programa, va ser criticat pels periòdics afectes a Mella com El Norte de Girona, el qual el va acusar de fer maneigs per a afavorir l'aliança amb la Lliga Regionalista i trencar la unitat del partit jaumí, un any abans que fossin els dirigents mellistes qui finalment se'n separessin.
Participà en la Conferència Nacional Catalana del 1922, però no es va unir a Estat Català. Durant la Dictadura de Miguel Primo de Rivera fou empresonat i traslladat a Madrid. Col·laborà amb l'Acció Social Popular i s'especialitzà en qüestions penitenciàries. Quan la Comunió Tradicionalista va prohibir als seus dirigents participar en la campanya a favor de l'Estatut el 1931, abandonà la Comunió Tradicionalista i fou un dels fundadors de la Unió Democràtica de Catalunya. En va esdevenir membre del comitè de govern i candidat per Barcelona en les eleccions generals de 1933.
Tot i que no era un esportista, a mitjan dècada de 1930 va passar a la presidència de la Federació Catalana de Futbol i va esdevenir secretari general del FC Barcelona.
En començar la guerra civil espanyola es mantingué lleial a la Generalitat de Catalunya, però fou detingut l'agost de 1936 durant 14 dies a causa d'una confusió amb el seu nom, raó per la qual el 8 de desembre s'exilià a París, on va sobreviure donant classes de castellà i altres feines menors. El febrer del 1937 hi constituí amb Alfredo Mendizábal, catedràtic de dret represaliat per ambdós bàndols, el Comité pour la Paix Civile en Espagne, per tal de promoure una mediació internacional que posés fi a la guerra, integrat per ells dos, pel bisbe de París, per Jacques Maritain i per Emmanuel Mounier. Va rebre el suport de Francesc Vidal i Barraquer, Ramon Sugranyes i de Franch, Niceto Alcalá-Zamora i Salvador de Madariaga. També contribuí a l'acolliment a França dels refugiats de la guerra com Ferran Soldevila o Carles Riba.
El 1942 fou detingut pels nazis, però pogué tornar a Espanya, tot i que hagué d'instal·lar-se a Madrid uns anys, cosa que aprofità per a fer contactes amb gent del Partit Nacionalista Basc i del Partit Galleguista. Tornà a Barcelona el 1946 i participà amb Miquel Coll i Alentorn i altres en la reconstrucció clandestina d'UDC. Va ser detingut el 1952 durant l'enterrament de Josep Pous i Pagès i més tard després del Congrés Eucarístic Internacional de Barcelona. També fou vicepresident de la Societat Catalana d'Economia i un dels conferenciants clandestins més actius del seu partit.